# Chloé Chevalier
Chloé Chevalier (Saint-Martin-d'Hères, 2 november 1995) is een Franse biatlete. Ze is de zus van biatlete en Olympisch medaillewinnares Anaïs Chevalier-Bouchet.

## Carrière
Als junior pakte Chevalier brons op de Europese kampioenschappen biatlon 2015 in Otepää samen met Anaïs Chevalier-Bouchet, Julia Simon en Coline Varcin op de 4×6 km estafette. Enkele weken later won Chevalier goud in de estafette samen met Julia Simon en Lena Arnaud op de Wereldkampioenschappen biatlon junioren in 2015 in Minsk. Verder won ze er ook een bronzen medaille in de sprint. Haar debuut in de wereldbeker kwam er op 18 december 2015 in Pokljuka, waar ze 69ste werd in de 7,5 km sprint. Op Wereldkampioenschappen biatlon junioren 2016 won ze brons in de achtervolging.
Op haar eerste punten in de wereldbeker moest Chevalier wachten tot 11 januari 2018 toen ze een 20ste plaats veroverde in de 15 km individueel in Ruhpolding. De volgende maande won ze op de Europese kampioenschappen biatlon goud in de 15 km individueel en in de 10 km achtervolging en zilver in de 7,5 km sprint. Ze eindigde het seizoen 2017/2018 op een 2de plaats in de eindstand van de IBU cup.
In 2021 nam Chevalier voor het eerst deel aan de Wereldkampioenschappen biatlon in Pokljuka. Ze nam er deel aan de estafette 4×6 km estafette en behaalde op het event een 8ste plaats. Haar eerste zege in een estafette op wereldbeker niveau kwam er op 14 januari 2022 in Ruhpolding, samen met Anaïs Chevalier-Bouchet, Julia Simon en Justine Braisaz won ze de 4×6 km estafette. Chevalier werd als ging mee als reserve naar de Olympische winterspelen 2022 in Peking, Maar nam er geen deel aan een competitie. Ze beëindigde het seizoen 2021/2022 op een 22ste plaats in de wereldbekerstand. Op 19 januari 2023 behaalde Chevalier met een 2de plaats in de 7,5 km sprint in Antholz haar eerste individuele wereldbekerpodium. Ze nam in Oberhof voor de tweede maal de aan de wereldkampioenschappen, waar haar beste resultaat een 4de plaats was in de 4×6 km estafette samen met Lou Jeanmonnot, Anaïs Chevalier-Bouchet en Julia Simon. Het seizoen 2022/2023 eindigde ze als 16de in de wereldbekerstand. 

## Resultaten

### Wereldkampioenschappen
| Jaar | Plaats   | Onderdeel   | Onderdeel | Onderdeel     | Onderdeel  | Onderdeel | Onderdeel          | Onderdeel                 |
| Jaar | Plaats   | Individueel | Sprint    | Achtervolging | Massastart | Estafette | Gemengde estafette | Single gemengde estafette |
| ---- | -------- | ----------- | --------- | ------------- | ---------- | --------- | ------------------ | ------------------------- |
| 2021 | Pokljuka | –           | –         | –             | –          | 8e        | –                  | –                         |
| 2023 | Oberhof  | 33e         | 15e       | 19e           | 13e        | 4e        | –                  | –                         |

### Wereldkampioenschappen junioren
| Jaar | Plaats           | Onderdeel   | Onderdeel | Onderdeel     | Onderdeel |
| Jaar | Plaats           | Individueel | Sprint    | Achtervolging | Estafette |
| ---- | ---------------- | ----------- | --------- | ------------- | --------- |
| 2014 | Presque Isle     | 5e          | 6e        | 20e           | 6e        |
| 2015 | Minsk            | 17e         | Brons     | 5e            | Goud      |
| 2016 | Cheile Gradistei | 7e          | 5e        | Brons         | 6e        |

### Wereldbeker
Eindklasseringen
| Seizoen   | Algemeen | Individueel | Sprint | Achtervolging | Massastart |
| --------- | -------- | ----------- | ------ | ------------- | ---------- |
| 2015/2016 | –        | –           | –      | –             | –          |
| 2018/2019 | 101e     | –           | 92e    | –             | –          |
| 2019/2020 | 53e      | 48e         | 50e    | 54e           | –          |
| 2020/2021 | 40e      | 65e         | 27e    | 43e           | 48e        |
| 2021/2022 | 22e      | 30e         | 19e    | 34e           | 21e        |
| 2022/2023 | 16e      | 11e         | 13e    | 20e           | 11e        |

Wereldbekerzeges
| Nr.       | Datum            | Plaats     | Onderdeel        |
| Estafette | Estafette        | Estafette  | Estafette        |
| --------- | ---------------- | ---------- | ---------------- |
| 1.        | 14 januari 2022  | Ruhpolding | 4×6 km estafette |
| 2.        | 11 december 2022 | Hochfilzen | 4×6 km estafette |
| 3.        | 22 januari 2023  | Antholz    | 4×6 km estafette |